# Woking F.C.
Woking Football Club er en professionel fodboldklub, der holder til i Woking, Surrey, England. Den blev etableret i 1889, og holdet spiller på Kingfield Stadium og deltager i National League.
Woking har vundet FA Trophy tre gange, hvilket er en rekord som de deler med nedlagte Scarborough og Telford United. I sæsonen 2017-18 sluttede de som nummer 21, og rykkede derfor ud af National League South. Woking er kendt som The Cards eller The Cardinals.

## Tidligere spillere
1. Spillere der har spillet eller trænet i Football League eller andre udenlandske ligaer på tilsvarende niveau (fuldt professionel klub).

2. Spillere der har spillet internationalt.

3. Spillere der har har en klubrekord eller har ledet klubben.
| - Reuben Agboola - Nassim Akrour - Harry Arter - Chris Arthur - Reece Beckles - Kevin Betsy - Adriano Basso - Narada Bernard - Bradley Bubb - Jefferson Louis - Laurence Batty - Sam Beasant - James Bittner - Robbie Carroll - James Clarke - Jake Cole | - Paris Cowan-Hall - Kadell Daniel - Wilfried Domoraud - Inih Effiong - Darryl Flahavan - Steve Foster - Elvis Hammond - Micah Hyde - John Goddard - Charlie Griffin - Shwan Jalal - Craig McAllister - Terry McFlynn - Joe McNerney - Raphaël Nadé - Adam Newton | - Jason Norville - John Nutter - Luke Oliver - Ollie Palmer - Scott Rendell - Justin Richards - Mark Ricketts - Lee Sawyer - Steve Scrivens - Tony Sinclair - Scott Smith - Giuseppe Sole - Gozie Ugwu - Joe Ward - Ross Worner |